# ESO Hotel
Das ESO Hotel ist ein Gebäude am Cerro Paranal in Chile, das 2002 fertiggestellt wurde. Das Architekturbüro Auer+Weber+Assoziierte war für die Planung verantwortlich. Bauherr war die Europäische Südsternwarte (ESO). Die Bezeichnung „Hotel“ ist irreführend, da das Gebäude hauptsächlich den Mitarbeitern des Paranal-Observatorium als Wohnmöglichkeit zur Verfügung steht. Von der ESO wird das Gebäude als Residencia Paranal bezeichnet.

## Beschreibung/Konstruktion
Die Europäische Organisation für astronomische Forschung betreibt in der Atacama-Wüste in 2600 m Höhe das sogenannte Very Large Telescope. Die Residencia liegt unterhalb des Paranal-Observatoriums auf einer Höhe von 2400 m. Das Gebäude ist zwischen die Flanken einer Geländemulde gebaut, die Fassade zeigt in Richtung Westen zum Pazifik. Das Bauwerk ist durchgehend aus in den Tönen der Wüste eingefärbtem Sichtbeton errichtet. Der zentrale Aufenthalts- und Erholungsbereich wird von einer flachgewölbten Stahlgitterkuppel mit 35 m Durchmesser überspannt. Zusätzlich in die Geländeoberfläche eingestanzte begrünte Höfe dienen der Regulierung des Feuchtehaushaltes.
Die Anlage bietet 120 Zimmer und öffentliche Räume wie eine Kantine, Lounge, Swimmingpool, ein Fitnesscenter und eine Bibliothek. Von Auer+Weber+Assoziierte wurde das 2002 seiner Bestimmung übergebene Gebäude auch Jahre später noch als eines der „ungewöhnlichsten und aufregendsten Bauvorhaben unseres Büros“ beschrieben.
Im Jahr 2008 diente das ESO Hotel als Drehort für einige Szenen des Films James Bond 007: Ein Quantum Trost. Für die Aufnahmen baute das Visual-Effects-Team ein Miniaturmodell des Hotels, in dem das Hotel im Film bei einem Brand zerstört wird.

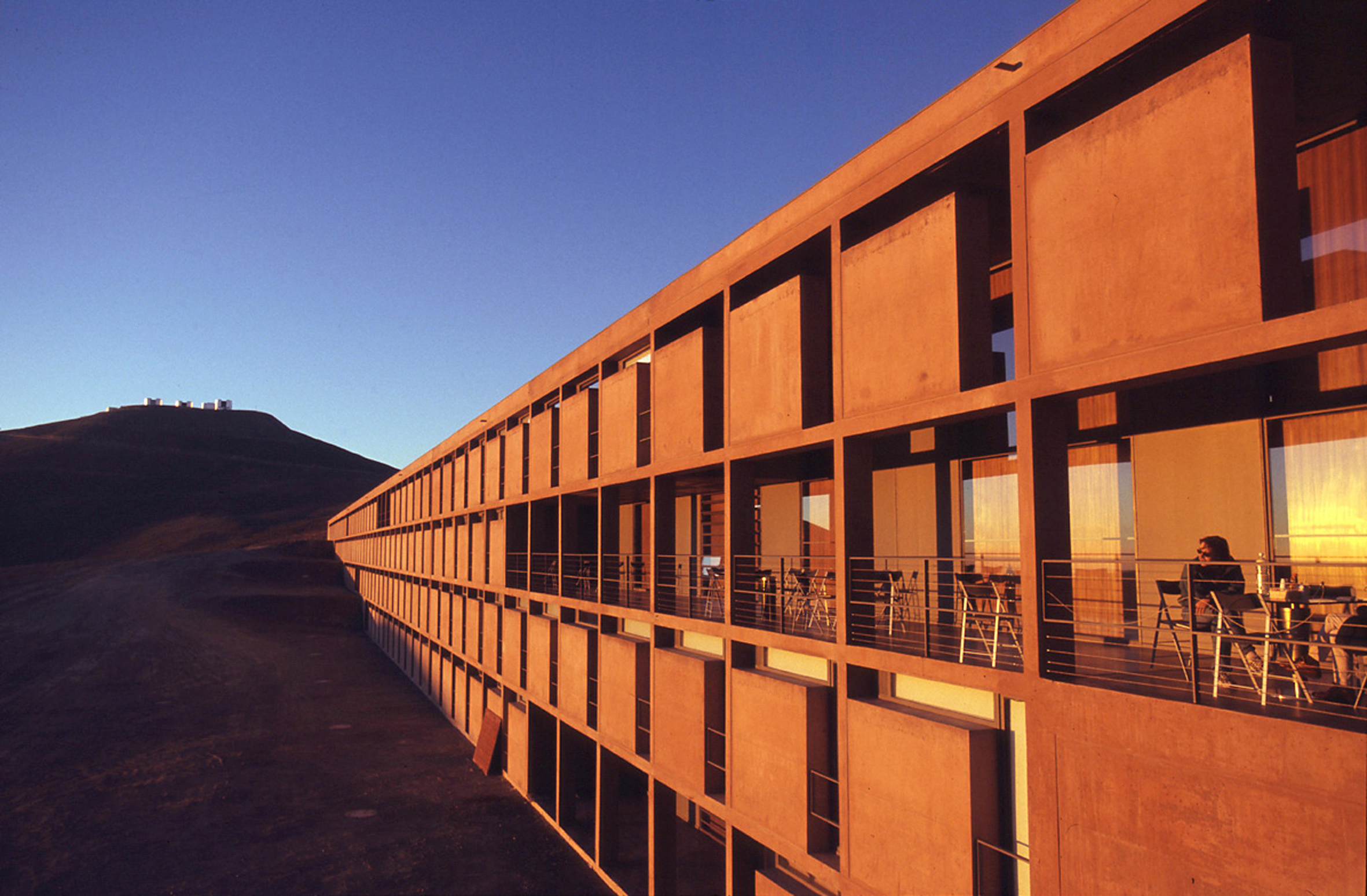
Zum Tal ausgerichtete Süd-West-Fassade bei Dämmerung

## Daten
- Fertigstellung: 2002
- Bruttogeschossfläche: 12.000 m²
- Bruttorauminhalt: 40.000 m³
- Hauptnutzfläche: 8.000 m²

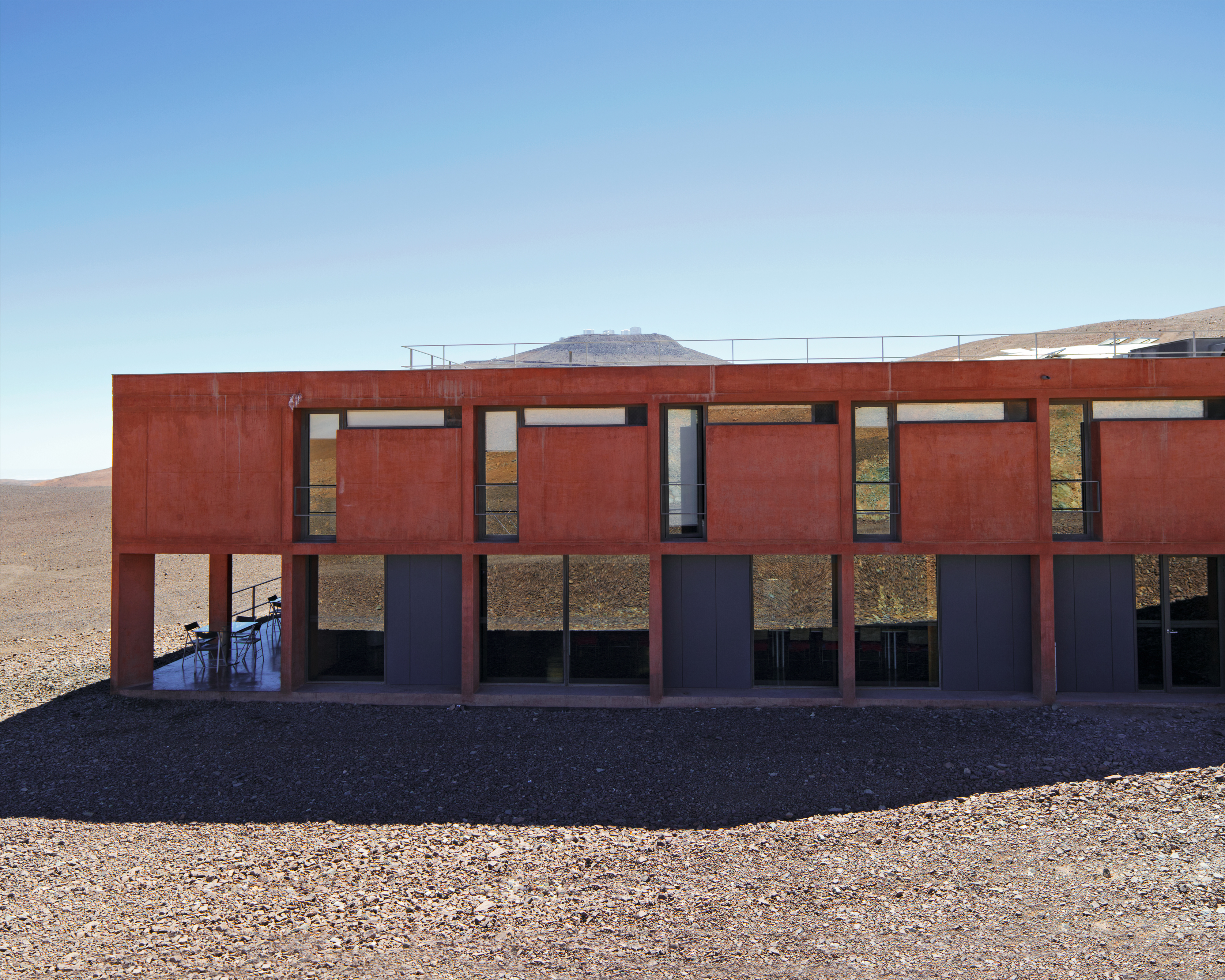
Fassade aus Sichtbeton
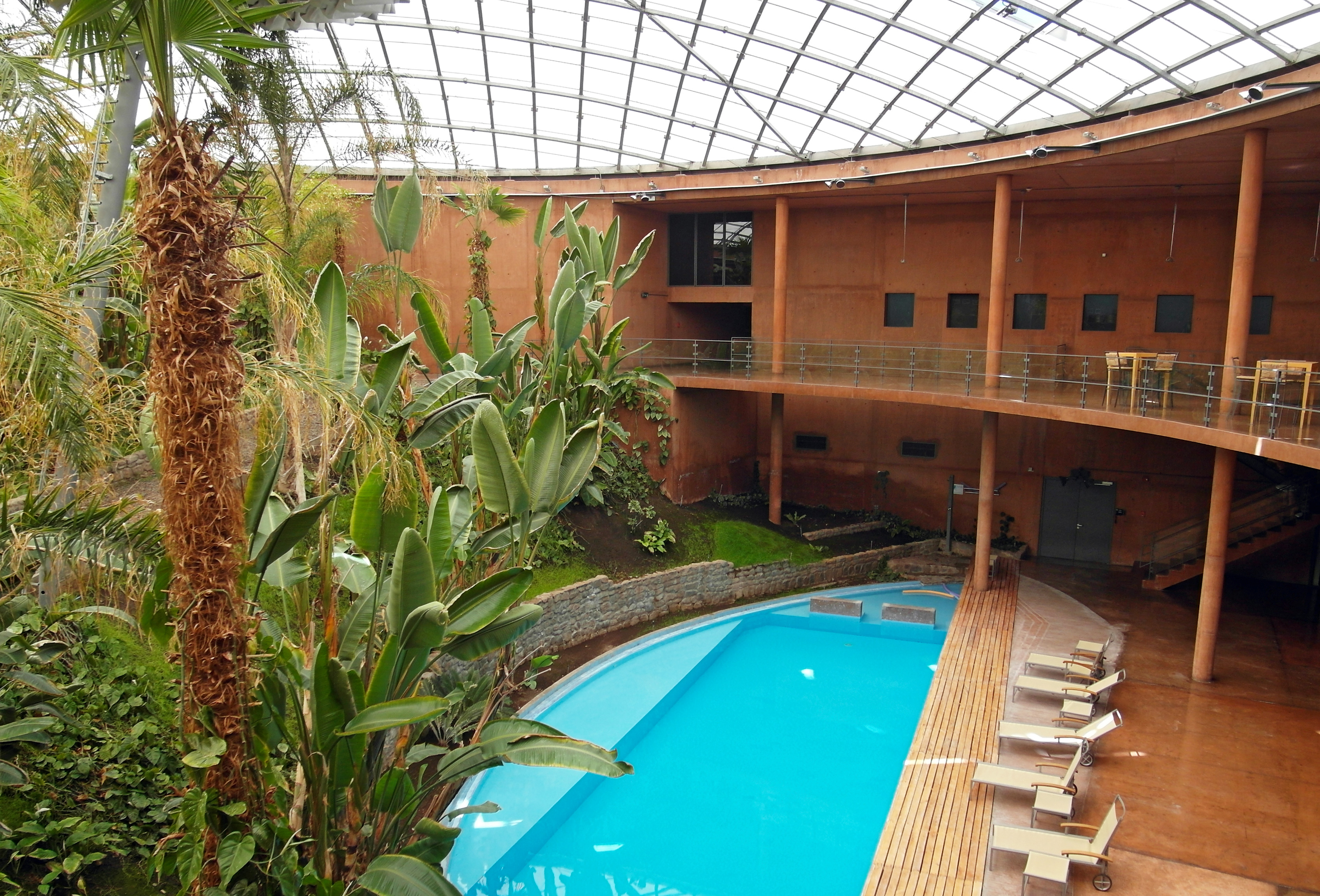
Der begrünte Innenhof unter der Kuppel
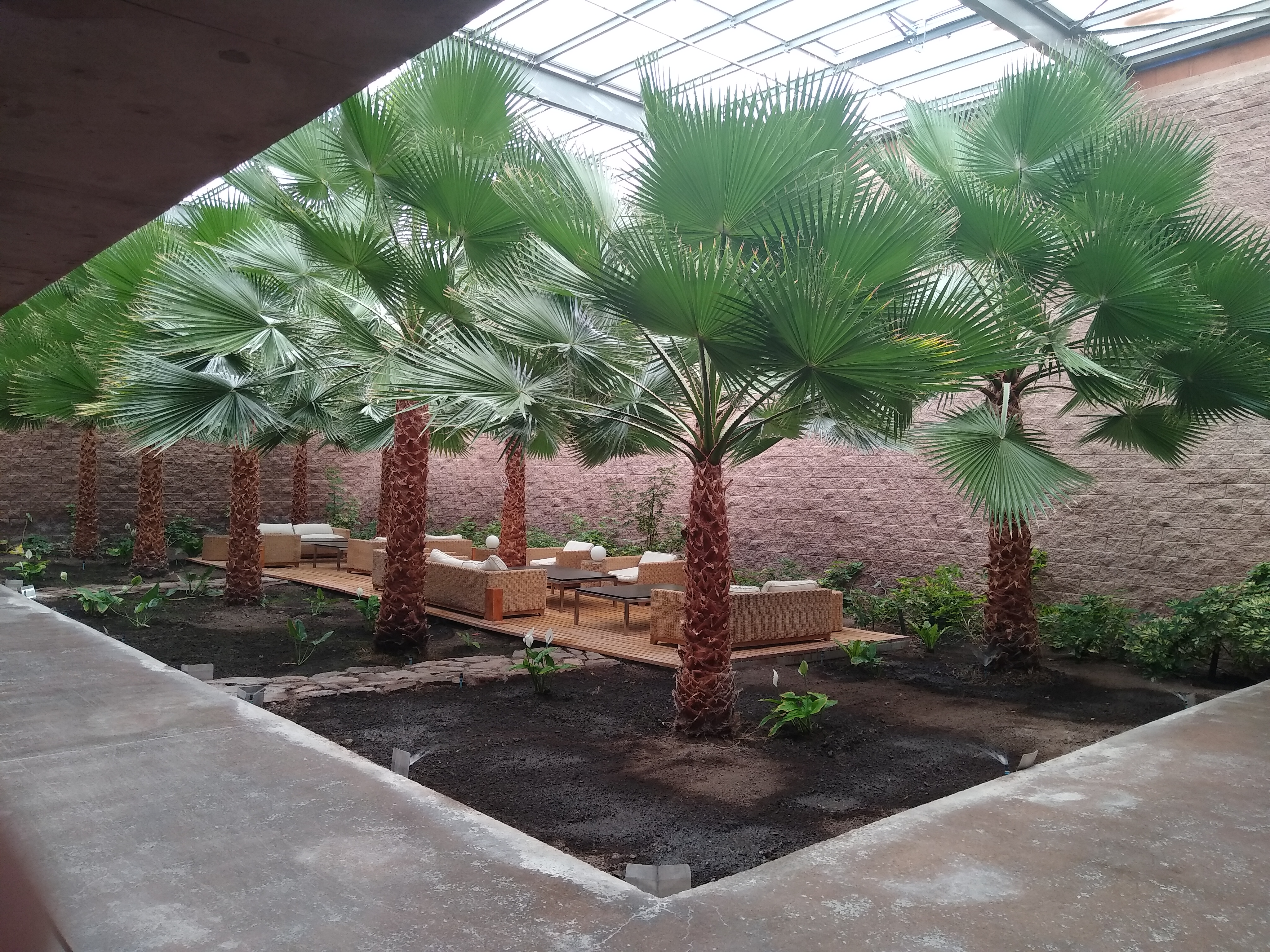
Atrium
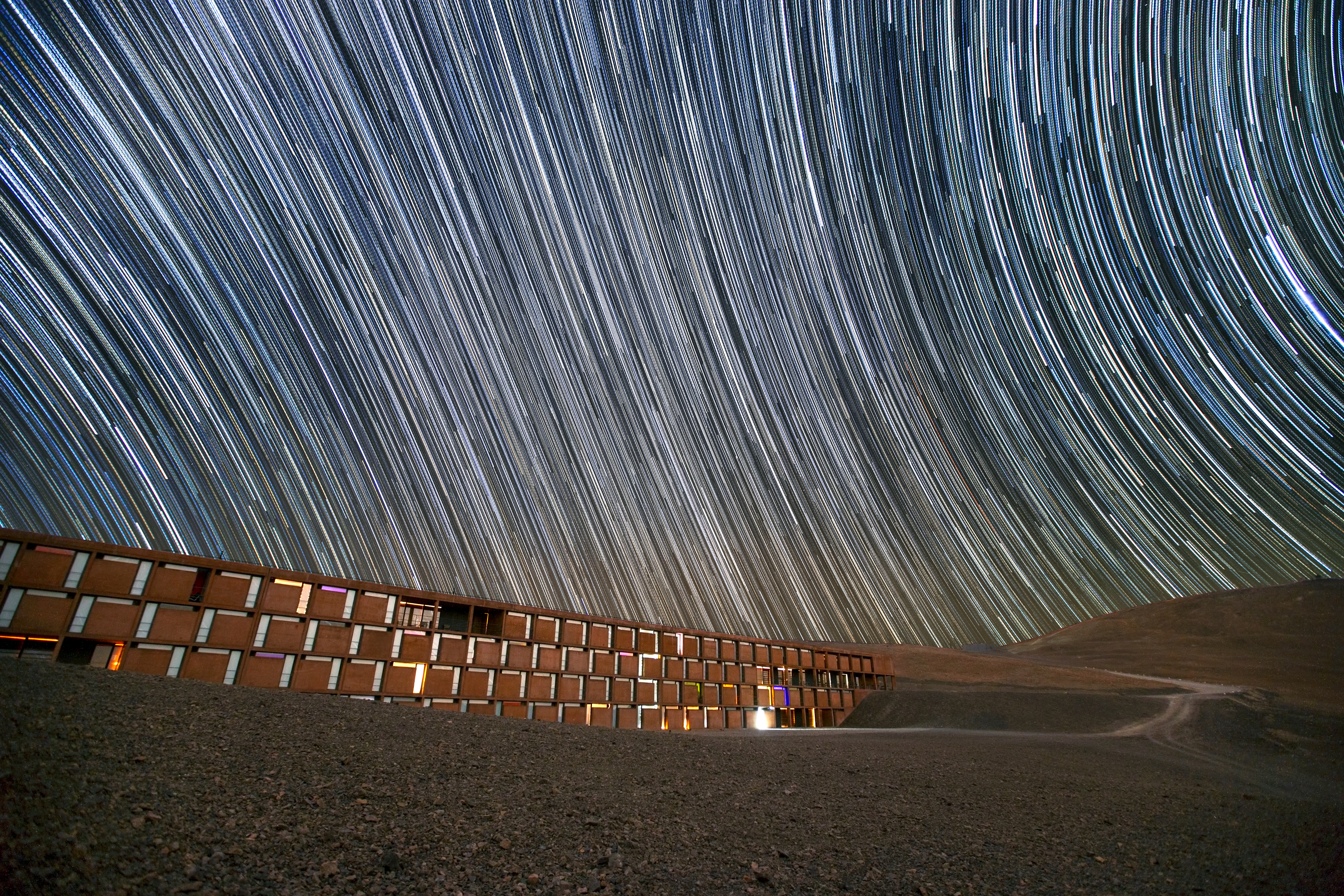
Sternenhimmel in Langzeitbelichtung

## Preise und Auszeichnungen
- 2005: Cityscape Architectural Review Awards 2005
- 2004: Internationaler Architekturpreis „Dedalo Minosse“ 2003/2004, Anerkennung
- 2004: Leaf-Awards 2004 – Kategorie „New Build“ und „Overall“

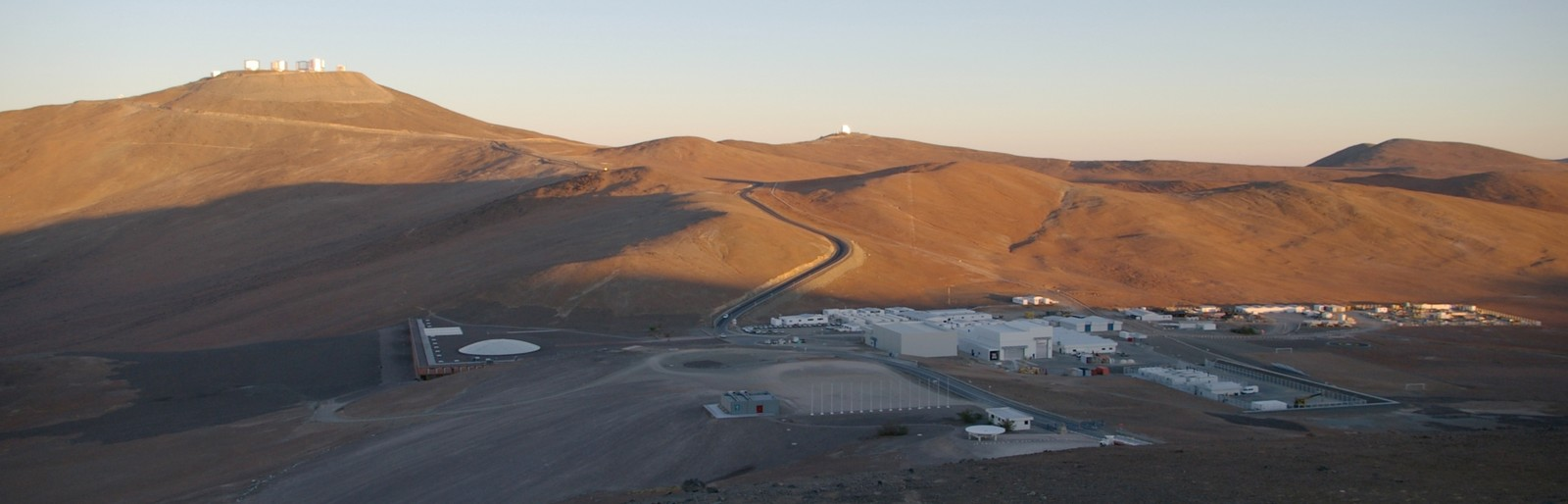
Das ESO Hotel liegt links im Bild.
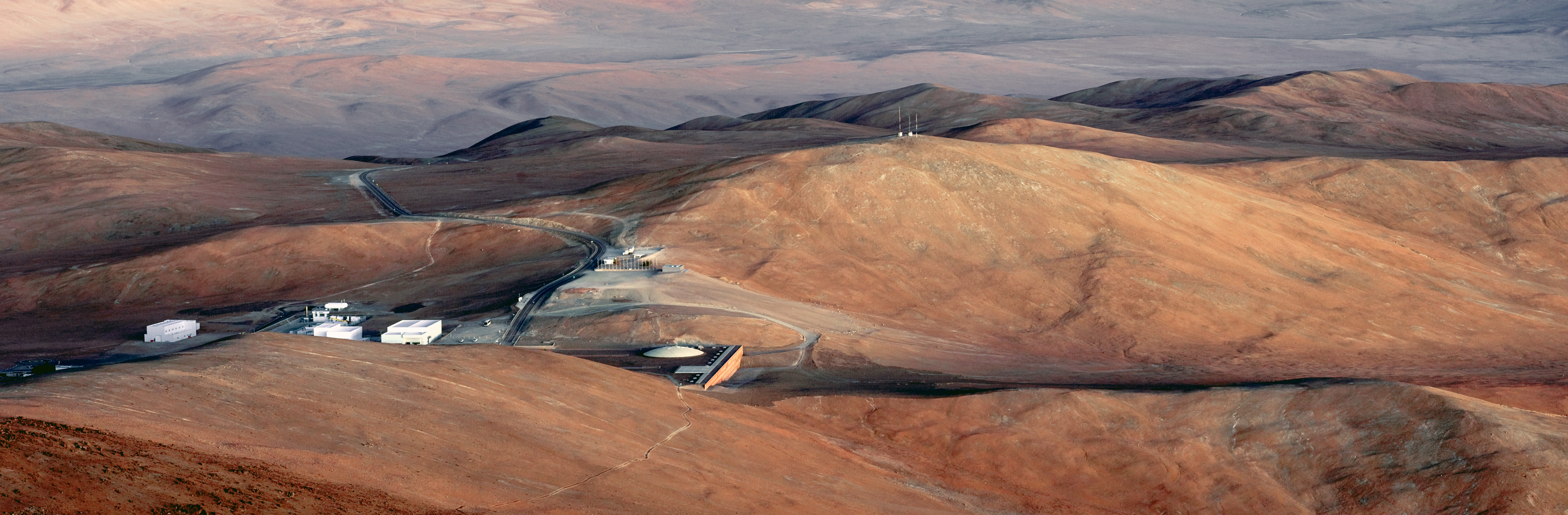
Blick vom Cerro Paranal